# Belagerung von Sandomierz
Erster Einfall 1240–41

Sandomierz (1) – Tursko – Chmielnik – Tarczek – Kraków (1) – Ratibor – Oppeln – Liegnitz
Zweiter Einfall 1259–60

Sandomierz (2) – Kraków (2)
Dritter Einfall 1287–88

Łagów – Dunajec – Stary Sącz
In der Belagerung von Sandomierz besiegte im Winter 1259–1260 ein mongolisches Heer die polnischen Verteidiger der Stadt.

## Schlacht
Die Mongolen begannen den Zweiten Mongoleneinfall in Polen mit dem Vormarsch auf Sandomierz. Die Verteidigungsanlagen der Stadt wurden seit der ersten Belagerung 1241 ausgebaut und die Stadt konnte von den Mongolen nicht im Sturm erobert werden. Die Mongolen waren in der Belagerung von europäischen Städten nicht geübt, so dass sie die Belagerung zunächst den mit ihnen verbündeten Litauern, Ruthenen und Jatwinger überließen. Als sich die Belagerung über den Winter hinzog, boten die Mongolen den Verteidigern und Einwohnern freies Geleit gegen die Übergabe der Stadt an. Die Verteidiger gingen am 2. Februar 1260 auf dieses Angebot ein. Die Mongolen hielten jedoch nicht ihr Wort und ermordeten die Verteidiger, Bürger und 49 Mönche des örtlichen Dominikanerklosters, einschließlich des Seligen Sadok. Die Überlebenden wurden verschleppt und die Stadt niedergebrannt.